# 중랑중학교
중랑중학교(中浪中學校)는 대한민국 서울특별시 중랑구 중화동에 있는 공립 중학교이다.

## 학교 연혁
- 1972년 12월 29일 : 중랑중학교 설립인가 42학급
- 1973년 3월 2일 : 초대 민범식 교장 취임
- 1973년 3월 2일 : 개교식 및 제1회 입학
- 1976년 1월 20일 : 제1회 졸업식
- 2022년 9월 1일 : 제16대 윤여천 교장 취임
- 2023년 2월 10일 : 제48회 졸업식(졸업생 총수 25,673명)
- 2023년 3월 2일 : 제51회 입학식 (입학생 남 74명, 여 53명 총 127명)
- 2024년 3월 2일 : 제52회 입학식(입학생 130명)

## 참고 자료
- 중랑중학교 - 한국교육학술정보원 학교알리미